# Campeonato Mundial de Natación en Piscina Corta
El Campeonato Mundial de Natación en Piscina Corta es una competición internacional de natación que se realiza desde 1993 por la Federación Internacional de Natación (World Aquatics). Desde el año 2000 se celebra en los años pares.
Estos campeonatos incluyen solamente pruebas de natación en piscina de 25 m y se celebran en años diferentes al Campeonato Mundial de Natación.

## Ediciones
| Núm.  | Año  | Ciudad            | País           | Piscina                                          |
| ----- | ---- | ----------------- | -------------- | ------------------------------------------------ |
| I     | 1993 | Palma de Mallorca | España         | Piscinas Municipales Son Moix                    |
| II    | 1995 | Río de Janeiro    | Brasil         | Playa de Copacabana                              |
| III   | 1997 | Gotemburgo        | Suecia         | Scandinavium                                     |
| IV    | 1999 | Hong Kong         | China          | Coliseo de Hong Kong                             |
| V     | 2000 | Atenas            | Grecia         | Centro Acuático Olímpico                         |
| VI    | 2002 | Moscú             | Rusia          | Complejo Deportivo Olimpiski                     |
| VII   | 2004 | Indianápolis      | Estados Unidos | Conseco Fieldhouse                               |
| VIII  | 2006 | Shanghái          | China          | Estadio Qi Zhong                                 |
| IX    | 2008 | Mánchester        | Reino Unido    | M.E.N. Arena                                     |
| X     | 2010 | Dubái             | EAU            | Complejo Deportivo Hamdan bin Mohamed bin Rashid |
| XI    | 2012 | Estambul          | Turquía        | Pabellón Sinan Erdem                             |
| XII   | 2014 | Doha              | Catar          | Centro Acuático Hamad                            |
| XIII  | 2016 | Windsor           | Canadá         | WFCU Centre                                      |
| XIV   | 2018 | Hangzhou          | China          | Centro Internacional de Exposiciones             |
| XV    | 2021 | Abu Dabi          | EAU            | Etihad Arena                                     |
| XVI   | 2022 | Melbourne         | Australia      | Centro Deportivo y Acuático                      |
| XVII  | 2024 | Budapest          | Hungría        | Arena Danubio                                    |
| XVIII | 2026 | Pekín             | China          |                                                  |

1. 1 2 3 4 5 6 7 8 9 10  Piscina provisional construida para el evento.

## Medallero histórico
- Datos actualizados a Budapest 2024.

| Núm. | País                 | Oro | Plata | Bronce | Total |
| ---- | -------------------- | --- | ----- | ------ | ----- |
| 1    | Estados Unidos       | 163 | 139   | 111    | 413   |
| 2    | Australia            | 92  | 103   | 80     | 275   |
| 3    | China                | 49  | 44    | 43     | 136   |
| 4    | Rusia                | 40  | 39    | 48     | 127   |
| 5    | Suecia               | 32  | 26    | 24     | 82    |
| 6    | Países Bajos         | 24  | 29    | 29     | 82    |
| 7    | Brasil               | 24  | 11    | 24     | 59    |
| 8    | Sudáfrica            | 23  | 18    | 8      | 49    |
| 9    | Hungría              | 23  | 13    | 11     | 47    |
| 10   | Reino Unido          | 22  | 43    | 46     | 111   |
| 11   | Alemania             | 21  | 30    | 27     | 78    |
| 12   | Japón                | 21  | 15    | 26     | 62    |
| 13   | Canadá               | 20  | 32    | 31     | 83    |
| 14   | Italia               | 17  | 41    | 33     | 91    |
| 15   | Ucrania              | 15  | 12    | 14     | 41    |
| 16   | Dinamarca            | 10  | 5     | 16     | 31    |
| 17   | España               | 10  | 4     | 8      | 22    |
| 18   | Francia              | 8   | 15    | 11     | 34    |
| 19   | Eslovaquia           | 7   | 5     | 5      | 17    |
| 20   | Lituania             | 7   | 5     | 3      | 15    |
| 21   | Cuba                 | 6   | 1     | 2      | 9     |
| 22   | Finlandia            | 5   | 5     | 4      | 14    |
| 23   | Corea del Sur        | 5   | 2     | 0      | 7     |
| 24   | Croacia              | 5   | 1     | 3      | 9     |
| 25   | Polonia              | 4   | 7     | 22     | 33    |
| 26   | Jamaica              | 4   | 4     | 2      | 10    |
| 27   | Venezuela            | 4   | 2     | 1      | 7     |
| 28   | Hong Kong            | 4   | 1     | 1      | 6     |
| 29   | Zimbabue             | 4   | 0     | 1      | 5     |
| 30   | Costa Rica           | 4   | 0     | 0      | 4     |
| 31   | Nueva Zelanda        | 3   | 7     | 5      | 15    |
| 32   | Eslovenia            | 3   | 7     | 3      | 13    |
| 33   | Túnez                | 3   | 3     | 4      | 10    |
| 34   | Suiza                | 3   | 2     | 6      | 11    |
| 35   | Bielorrusia          | 3   | 2     | 5      | 10    |
| 36   | Austria              | 2   | 7     | 3      | 12    |
| 37   | Israel               | 2   | 0     | 2      | 4     |
| 38   | Islas Caimán         | 2   | 0     | 1      | 3     |
| 39   | Noruega              | 1   | 3     | 4      | 8     |
| 40   | Argentina            | 1   | 2     | 2      | 5     |
| 41   | Kazajistán           | 1   | 0     | 3      | 4     |
| 42   | Rumania              | 0   | 4     | 4      | 8     |
| 43   | República Checa      | 0   | 2     | 1      | 3     |
| 44   | Irlanda              | 0   | 1     | 3      | 4     |
| 44   | Trinidad y Tobago    | 0   | 1     | 3      | 4     |
| 46   | Turquía              | 0   | 1     | 2      | 3     |
| 47   | Argelia              | 0   | 1     | 1      | 2     |
| 48   | Moldavia             | 0   | 1     | 0      | 1     |
| 48   | Portugal             | 0   | 1     | 0      | 1     |
| 50   | Bélgica              | 0   | 0     | 3      | 3     |
| 51   | Bahamas              | 0   | 0     | 1      | 1     |
| 51   | Bosnia y Herzegovina | 0   | 0     | 1      | 1     |
| 51   | Estonia              | 0   | 0     | 1      | 1     |
| 51   | Islas Feroe          | 0   | 0     | 1      | 1     |
| 51   | Puerto Rico          | 0   | 0     | 1      | 1     |
| 51   | Serbia               | 0   | 0     | 1      | 1     |
|      | TOTAL                | 697 | 697   | 695    | 2089  |

1. ↑  incluye las medallas obtenidas como atletas neutrales (NAB).
2. ↑  incluye las medallas obtenidas como atletas neutrales (NAA).